# Техничка школа Градишка
Техничка школа Градишка је средња школа основана 1945. године. Налази се у Градишки, у улици Косовке девојке 18.

## Историјат
Техничка школа Градишка је основана Одлуком Среског народног одбора 1945. године као Државна стручна школа за ученике у индустрији и занатству, почела је са радом 1. септембра исте године. Бивша школска зграда која се налазила у Видовданској улици је срушена 1948. године, мења назив у Стручна школа ученика у привреди, а 1949—1973. године Школа ученика у привреди. Шездесетих година је изграђен школски објекат у главној улици Видовданској, која се и данас назива Школом ученика у привреди. Објекат је стално дограђиван, изграђена је фискултурна сала, а затим и објекти практикума за извођење практичне наставе.
Заједно са гимназијом 1. јануара 1974. чини школски центар, на основу Закона о удруженом раду. До 1975. године се теоретска настава изводила у објекту школе, а практична у старом практикуму, када добијају нови практикум за извођење стручно–теоретске и практичне наставе. Преименована је 23. маја 1985. године у Центар усмереног образовања „Енвер Шиљак”. Новом трансформацијом 1. јануара 1988. године школа постаје Основна организација удруженог рада Машинска и дрвопрерађивачка и шумарска школа у оквиру Радне организације средње школе „Енвер Шиљак”, а седиште је било у згради новог практикума где се изводила комплетна настава. Године 1993. се школа осамостаљује по Закону о средњој школи када добија назив Машинска и дрвопрерађивачка школа, а 2002. године Техничка школа. До тада је за потребе наставе коришћен део простора старог практикума који није био услован за извођење наставе, када су захваљујући Министарству просвете и културе Републике Српске доградили пет кабинета. Уз решавање простора за извођење наставе вршено је и опремање школе савременим наставним средствима.
Плакету са златним грбом општине су примили 21. септембра 1998. године као признање за укупан рад од Скупштине општине Градишка. У сарадњи са немачком владином организацијом GT3 је извршена 2008. године обука руководства у циљу сертификације школе по захтевима стандарда BAS EN ISO 9001:2000 Система управљања квалитетом. Школа је испунила све захтеве стандарда, 18. јуна 2008. године је добила Сертификат за систем управљања према BAS EN ISO 9001:2000. Фонд школске библиотеке садржи укупно 11.199 јединица.

## Догађаји
Догађаји техничке школе Градишка:
- Савиндан[4]
- Дан школе[5]
- Дан ружичастих мајица[6]
- Дан сећања на жртве холокауста, геноцида и других жртава фашизма у Другом светском рату[7]
- Светски дан борбе против сиде[8]
- Међународни дан жена[9]
- Међународна конференција „SkillMe”[10]
- Кампања „Реагуј људски, реагуј против насиља”[11]